# Гіждуван
Гіждуван (узб. Ғиждувон, Gʻijduvon) — місто в Узбекистані, центр Гіждуванського району Бухарської області.
Населення 30 486 мешканців (перепис 1989), 40 800 чол. у 2004 . 
Місто розташоване на автошляху Самарканд—Бухара, за 17 км від залізничної станції Кизилтепа. Бавовноочисний завод. Медресе Улугбека (1433).

## Історія
Відоме з VIII століття, за іншшими даними - з Х століття. Від давна це був торгівельний та ремісничий центр Середньої Азії. Однак славу йому принесли праці вченого та богослова ХІІ століття Абдулхаліка Гіждувані, в околицях міста збереглвся його могила до якої досі йдуть на поклін шанувальники суфістської течії ісламу. У 1437 році неподалік від міста було заснован одне з трьох медресе Улугбека, великого внука Тимура.
Статус міста з 1972 року.

## Легенда
Місто уславилось своїми керамічними виробами та майстрами. За легендою місцевий майстер створив для одного з правителів піалу взамін чудової китайської чаші, яку невдаха султан розбив. Ніхто не брався за роботу, оскільки таємниця китайської порцеляни зберігалась у суворій таємниці, і майстри просто не знали, як робляться чудові майже прозорі чаші. Однак за справу взявся майстер із Гіждувана. Коли він приніс чашу всі придворні та й сам султан подумали, що майстер створив звичайну піалу. Але коли гончар повернув її боком, виявилост, що він створив сім чудових тонкостінних піал.

## Економіка
Місцеві мешканці майже не їздять на заробітки в сусідні райони та держави, місто доглянуте. Мешканці займаються скотарством, ремеслами, зокрема виготовленням кераміки. Працює бавовоноочисний завод.

## Спорт
У місті базується професійний футбольний клуб Гіждуван